# Alucita iranensis
Alucita iranensis is een vlinder uit de familie van de waaiermotten (Alucitidae). De wetenschappelijke naam van de soort is voor het eerst geldig gepubliceerd in 1994 door Scholz & Jäckh.